# Dアカウント
dアカウント（ディーアカウント）は、NTTドコモが発行する本人認証用ID。旧名はdocomo ID（ドコモアイディー）。
ドコモが提供するスマートフォンやPC向けの各種サービスにログインする場合や、ドコモケータイ払い対応サービスにログインする場合などに利用する。

## 概要
当初はドコモ回線契約者向けのサービスであったが、2013年11月13日より未契約者でも利用可能になった。
2014年6月12日より端末にセキュリティコードを送信する2段階認証に対応。
2015年12月1日に名称を「dアカウント」へ変更。

## 対応サービス
- My docomoでのドコモケータイ電話の利用料金の確認や各種申し込み手続き
- ドコモメールの利用
- dマーケット（dTV、dアニメストア、dショッピングなど）のWi-Fi環境やPC端末他での利用
- dポイントクラブ（d払いなど）の利用
- アプリケーションでの年齢認証
- ディズニーデラックス→Disney+の利用（別途「ディズニーアカウント」も必要）

など。サービスによっては回線契約が必要となる。